# Provaglio d’Iseo

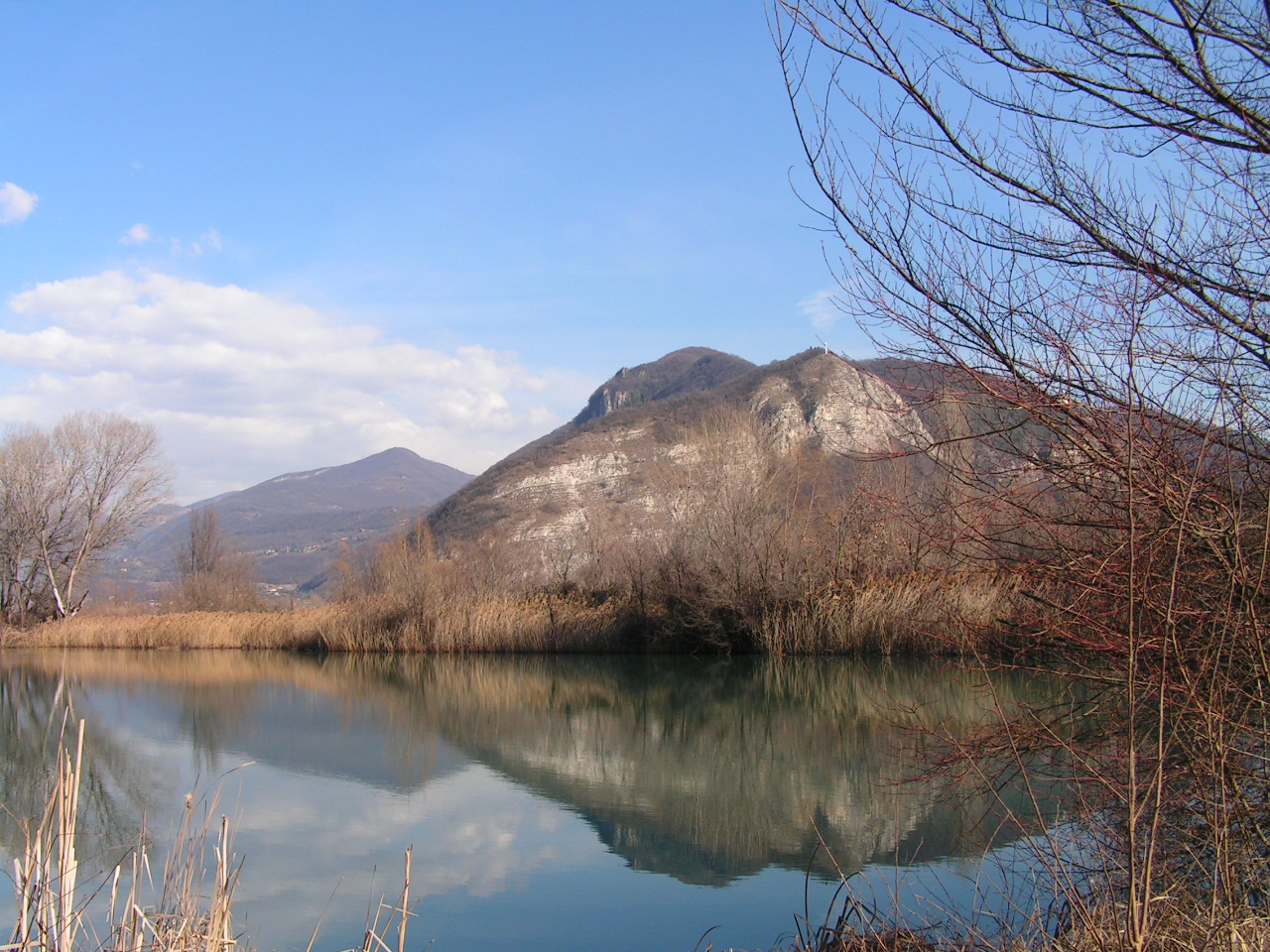
Monte Cologno

Provaglio d’Iseo ist eine norditalienische Gemeinde (comune) mit 7088 Einwohnern (Stand 31. Dezember 2023) in der Provinz Brescia in der Lombardei. Die Gemeinde liegt etwa 17 Kilometer nordwestlich von Brescia und etwa 31 Kilometer westsüdwestlich von Bergamo im Riserva naturale Torbiere del Sebino und in der Franciacorta.

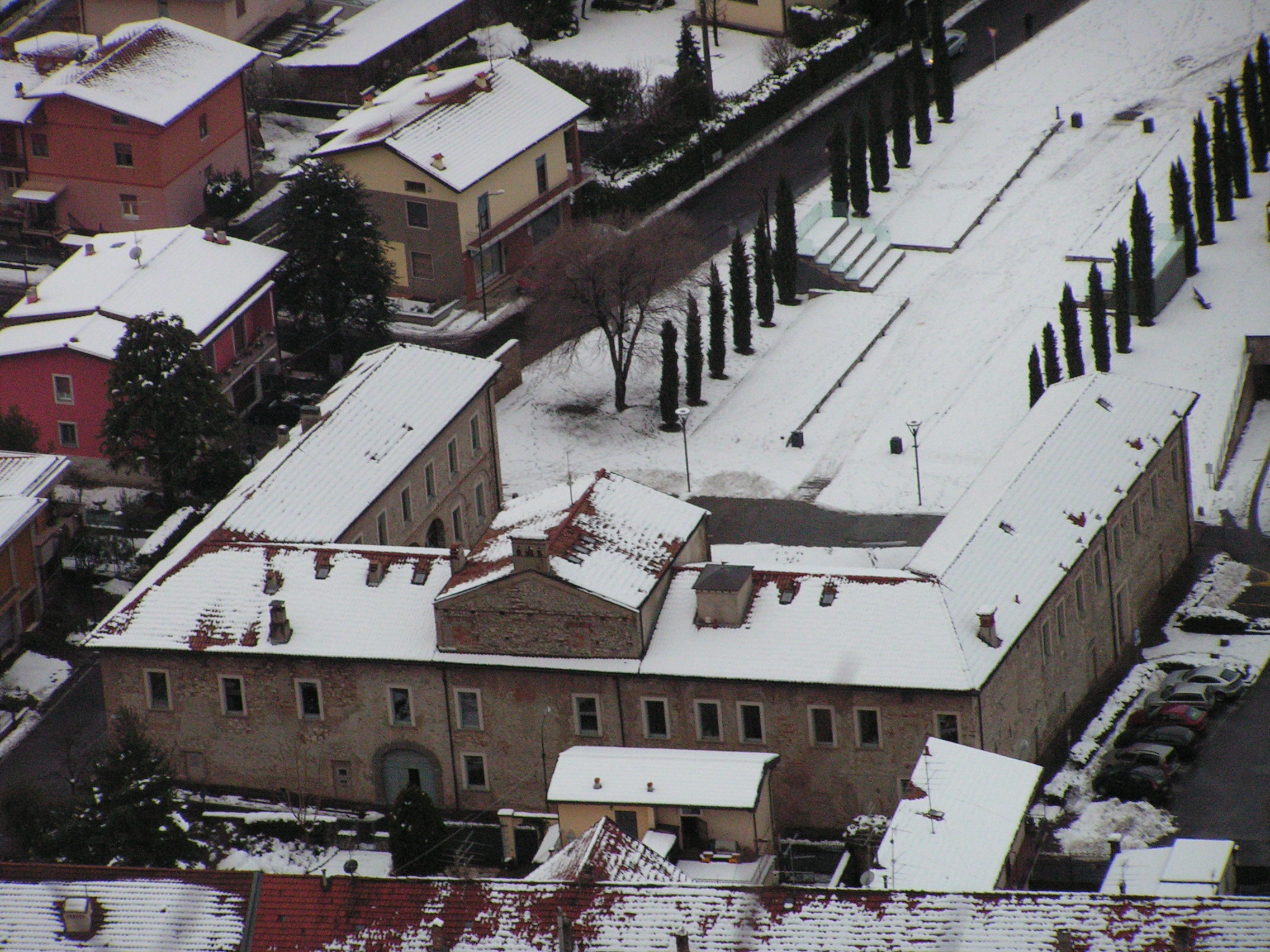
Palazzo Francesconi Neve in Provaglio

## Geschichte
Die Geschichte der Gemeinde sind eng verbunden mit dem Kloster am Monte Cognole, dem Monastero di San Pietro in Lamosa. Seit 1928 ist die Ortschaft Provezze Teil der Gemeinde.

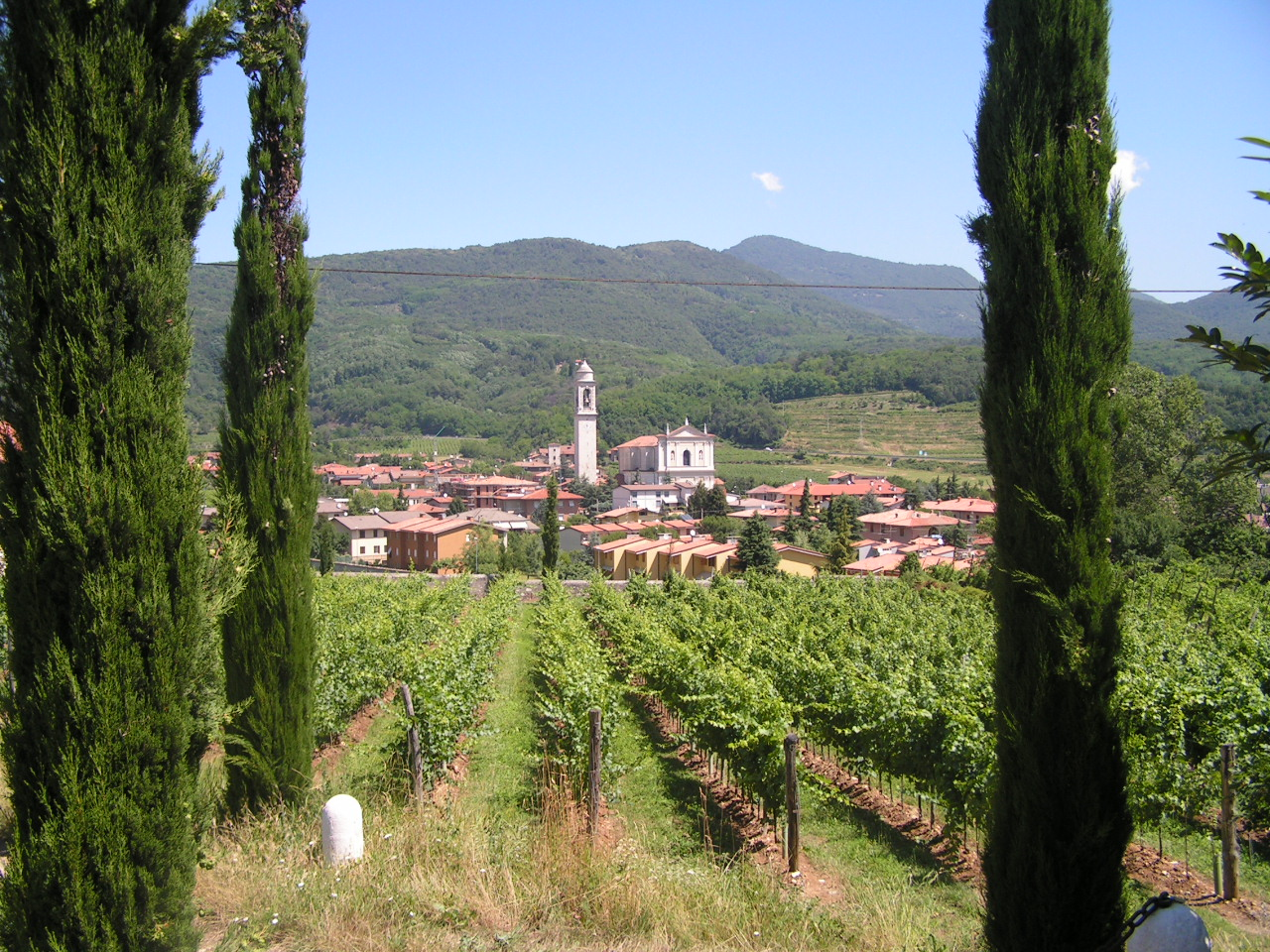
Provezze

Mitte der 1930er Jahre war die Gemeinde ein wichtiger Standort der metallverarbeitenden Industrie.

## Persönlichkeiten
- Mattia Gavazzi (* 1983), Radrennfahrer
- Pierino Gavazzi (* 1950), Radrennfahrer (Vater von Mattia)
- Pierfranco Vianelli (* 1946), Radrennfahrer

## Verkehr
Gemeinsam mit der Nachbargemeinde Corte Franca (Ortsteil Timoline) besteht in Provaglio eine Bahnstation an der Bahnstrecke Brescia–Iseo–Edolo.